# Aleluja
Aleluja (latinsky Alleluia, anglicky Hallelujah) pochází z hebrejského výrazu הללויה‎ (haleluja), který znamená Chvalte Hospodina nebo Chvalte Pána. Skládá se z imperativu plurálu slovesa הלל (kořen h-l-l), „chválit“, a Božího jména v jeho kratší podobě יה (Jah). To se obvykle překládá jako „Pán“, „Hospodin“ nebo „Jehova“.
Latinská podoba tohoto termínu, z níž pak vznikla podoba česká, je alleluia.
Tento výraz se (ve svých různých obměnách Haleluja, Halelu El, Halelu Hu apod.) vyskytuje především v starozákonních žalmech (146–150). Křesťanské církve jej přejaly a učinily z něj jedno z klíčových a nejpoužívanějších slov v liturgii, podobně, jako to učinily i s jinými hebrejskými slovy (amen apod.)

## Církevní použití
Ve fonetickém přepisu do řečtiny se slovo Aleluja objevuje velmi hojně jako součást hymnů v knize Zjevení svatého Jana, kde je již ustáleným liturgickým prvkem. V římskokatolické církvi (přesněji v římském ritu) je výrazem charakteristickým pro velikonoční dobu. Proto se v postním období nepoužívá vůbec, až zazní poprvé slavnostně na vigílii o Bílé sobotě, kdy církev chválí Boha za vzkříšení Krista. Oblíbenou českou velikonoční písní používanou v rámci liturgie velikonoční vigilie je Aleluja! Živ buď nad smrtí slavný vítěz.

## Další použití
Píseň nesoucí název „Hallelujah“ vydal v roce 1984 Leonard Cohen (v jejím textu se zpívá o biblickém králi Davidovi, jemuž se tradičně připisuje autorství žalmů, často používajících slovo haleluja). Tato píseň však získala neskutečnou popularitu po celém světě, protože ji mírně pozměnilo a přezpívalo mnoho světových interpretů, např. Jeff Buckley, Alexandra Burke, skupina Bon Jovi, Rufus Wainwright nebo John Cale, jehož verze byla i použita ve filmu Shrek z roku 2001.
Název „Hallelujah“ nese i skladba od skupiny Rammstein, která vyšla na jejich albu Mutter z roku 2001.